# Hydrophoria megaloba
Hydrophoria megaloba är en tvåvingeart som beskrevs av Li och Deng 1981. Hydrophoria megaloba ingår i släktet Hydrophoria och familjen blomsterflugor. Inga underarter finns listade i Catalogue of Life.